# 悪霊ばらい
悪霊ばらい（あくりょうばらい、悪霊祓い）は、世界各地に見られた悪霊・怨霊などが憑いたとされるときに、それを取り除くために行われる一連の儀式などのこと。

## 概要
世界各地で同様の風習が見られ、文化人類学などにより研究されている。
バリのバロンや日本の追儺や節分など悪霊ばらいの儀式として行われてきたものが、現代は古典芸能の一つとして残っていることも多い。
かつて、シャーマニズム社会において呪術医の呪術による治療行為の一環として行われていた。
研究者の森田正馬（森田療法で有名）が祈祷性精神病を命名、また複数人に同様症状がおきる感応精神病（フォリアドゥ フランス語: folie a deux）の存在が知られ、科学的・医学的なものが原因と考えられる場合は、悪霊ばらいではなく適切な科学的・医学的措置を行うべきである（精神科）。ただし現代においても、医療が十分でない世界の一部の地域では、一種の治療行為として行なわれていることもある。
他には、悪霊などが実在し憑依されたと信じて悪霊ばらいを行ない、人を死に至らしめる事件も時折発生している（加持祈祷事件など）。このような儀式を利用した霊感商法というものも横行している。
聖書中での記述
悪霊ばらいを行う例は聖書中に何度も登場しており、特にイエス・キリストが行った例が目立つ。

## 関連書
- 志村有弘『もののけと悪霊祓い師』 勉誠出版 ISBN 4585053360
- 志村有弘『悪霊祓い師物語 陰陽師と密教僧』 大法輪閣 ISBN 4-8046-1206-8
- 高田衛『新編 江戸の悪霊祓い師（エクソシスト）』 ちくま学芸文庫 筑摩書房 ISBN 448008164X